# Большой Тишинский переулок
Большо́й Тиши́нский переу́лок — улица в центре Москвы на Пресне между Большой Грузинской улицей и улицей Пресненский Вал. В переулке находится посольство Польши в России, которое занимает целый квартал вплоть до улицы Климашкина, где находится Польский культурный центр.

## Происхождение названия
Большой, Малый и Средний Тишинские переулки, а также Тишинская площадь известны с XVIII века. Точное происхождение названия неизвестно. Полагают, что они возникли в малонаселённой местности, отдалённой от городского движения и шума и потому получившей название Тишина. Это объяснение малоправдоподобно: скорее всего, наоборот, переулки названы по местности или селению Тишино (таких много в Центральной России), образованного от имени Тиша (уменьшительное от канонического Тихон) или фамилии Тишин.

## Описание
Большой Тишинский начинается от Большой Грузинской улицы и проходит на запад, слева к нему примыкает Новопресненский переулок, пересекает Малую Грузинскую и за улицей Пресненский Вал переходит в Ходынскую улицу.

## Примечательные здания и сооружения

### По нечётной стороне
- № 1 — Посольство Польши в России;
- № 23, стр. 1 — Союзпромбанк;
- № 39 — школа 96 (снесена).
- № 43/20 — доходный дом в неоренессансном стиле с рустованным фасадом 1912 года постройки. Снесён в середине февраля 2015 года для очистки места под строительство.
- № 43/20, стр. 3 — старинный дом, предназначенный правительством Москвы к сносу.

### По чётной стороне
- № 8, стр. 2 — НПЦ «Геоинформационные системы»;
- № 12 — Жилой дом. Здесь жили писатель Кир Булычёв[2], кинорежиссёр Эльдар Рязанов. Фонд развития молодёжного кинематографа «Аталанта»; Высшие курсы сценаристов и режиссёров;
- № 26, стр. 15—16 — Фонд имени академика В. И. Шумакова;
- № 24 — детская библиотека № 152 Центрального адм. округа;
- № 30/44, стр. 1 — Доходный дом Улих, (1908—1911 годы, Василий Матвеевич Угличинин). Внесён в Красную книгу Архнадзора (электронный каталог объектов недвижимого культурного наследия Москвы, находящихся под угрозой), номинация — угроза сноса[3].
- № 38 — Издательская телевизионная радиовещательная компания (ИТРК); журнал «Мастерружьё»; ЦТВ; телеагентство «Серебряный глобус»; Федеральное агентство по печати и массовым коммуникациям, распорядительная дирекция по печати;
- № 40, стр. 1 — Школа-студия современного портрета.